# James Fife
Pour US Navy admiral, voir James Fife Jr..
 (avril 2025).
James Fife ( fl. 1718, parfois écrit Fyff) était un pirate actif dans les Caraïbes. Il accepta le pardon britannique offert aux pirates en 1718 (en), mais fut tué par ses propres hommes.

## Histoire
On sait peu de choses sur la jeunesse de Fife. Les archives publiques montrent qu'il était actif au début de l'année 1718, capturant les sloops Portsmouth et Elizabeth  et deux autres entre février et avril près des îles Turques.

Fife a emmené son sloop de 4 canons et 10 hommes à Porto Rico, en mars, pour partager l'argent et des objets de valeur, notamment des pistolets et des morceaux d'ambre gris, qu'il avait dérobé. Certains de ses membres d'équipage prirent un petit bateau pour traquer un canot à proximité et Fife s'éloigna sans eux :
... Le 14 mars dernier, au soir, le sloop étant ancré près de Portorico (une île Espagnol), un canoë fut aperçu près du rivage, après quoi leur embarcation fut prête et tous les pirates déclarés, sauf trois, montèrent à bord et partirent pour le canoë. Sur ce, le capitaine Fife et le reste des hommes, contraint par la force, ont saisi l'occasion et ont sécurisé les trois pirates et ont coupé le câble avec l'intention de prendre la mer, mais le sloop est tombé du mauvais côté et les pirates dans le bateau, jugeant ce qu'ils faisaient dans le navire, se sont retournés et ont reculé de nouveau, et sont arrivés si près du sloop avant de pouvoir mettre les voiles, qu'ils ont tiré sur eux avec leurs armes légères, mais un coup de vent s'est levé, le sloop s'est éloigné et est allé aux îles Turques...
En janvier 1718, le gouverneur Woodes Rogers des Bahamas annonça un pardon général du roi George Ier pour tous les pirates qui se rendirent avant septembre 1718. Suivant l'exemple d'Henry Jennings, des centaines de pirates acceptèrent le pardon. Fife et le reste de l'équipage qui avaient laissé leurs camarades pirates derrière eux ont également essayé d'obtenir le pardon, mais il était trop tard et ont dû attendre le procès.
Les dossiers de procès des membres de l'équipage de Fife montrent qu'il a fait appel, à bord de son navire, a un certain nombre d'hommes contraint par la force, dont certains ont été acquittés de piraterie pour cette raison. Quelque temps après avoir accepté le pardon de 1718, Fife aurait été tué par un groupe d'hommes qu'il avait contraint par la force  et qui faisaient parti de son équipage.